# Laran, Hautes-Pyrénées
Laran là một xã thuộc tỉnh Hautes-Pyrénées trong vùng Occitanie tây nam nước Pháp. Xã này nằm ở khu vực có độ cao trung bình 341 mét trên mực nước biển.